# Micrambe hesperius
Micrambe hesperius là một loài bọ cánh cứng trong họ Cryptophagidae. Loài này được Wollaston miêu tả khoa học năm 1863.